# Lista över fornlämningar i Enköpings kommun (Vallby)
Lista över fornlämningar i Enköpings kommun (Vallby) är en förteckning av ett urval av de fornlämningar som finns i Vallby i Enköpings kommun.
| Namn                               | Lämningstyp                      | Tillkomsttid | Historisk indelning | Plats | Läge                 | ID-nr          | Bild                                      |
| ---------------------------------- | -------------------------------- | ------------ | ------------------- | ----- | -------------------- | -------------- | ----------------------------------------- |
| Vallby 1:1                         | Hällristning                     |              | Vallby, Uppland     |       | 59.573449, 17.129725 | 10028500010001 | Ladda upp en bild av detta fornminne      |
| Vallby 3:1                         | Gravfält                         |              | Vallby, Uppland     |       | 59.568700, 17.120450 | 10028500030001 | Ladda upp en bild av detta fornminne      |
| Vallby 7:1                         | Gravfält                         |              | Vallby, Uppland     |       | 59.571204, 17.116653 | 10028500070001 | Ladda upp en bild av detta fornminne      |
| Vallby 8:1                         | Hög                              |              | Vallby, Uppland     |       | 59.571272, 17.114601 | 10028500080001 | Ladda upp en bild av detta fornminne      |
| Vallby 9:1                         | Gravfält                         |              | Vallby, Uppland     |       | 59.568938, 17.117071 | 10028500090001 | Ladda upp en bild av detta fornminne      |
| Vallby 10:1                        | Gravfält                         |              | Vallby, Uppland     |       | 59.568813, 17.114434 | 10028500100001 | Ladda upp en bild av detta fornminne      |
| Vallby 11:1                        | Gravfält                         |              | Vallby, Uppland     |       | 59.566887, 17.116830 | 10028500110001 | Ladda upp en bild av detta fornminne      |
| Vallby 13:1                        | Stensättning                     |              | Vallby, Uppland     |       | 59.571690, 17.114390 | 10028500130001 | Ladda upp en bild av detta fornminne      |
| Vallby 14:1                        | Stensättning                     |              | Vallby, Uppland     |       | 59.567175, 17.096011 | 10028500140001 | Ladda upp en bild av detta fornminne      |
| Vallby 15:1                        | Gravfält                         |              | Vallby, Uppland     |       | 59.563668, 17.093165 | 10028500150001 | Ladda upp en bild av detta fornminne      |
| Vallby 16:1                        | Grav markerad av sten/block      |              | Vallby, Uppland     |       | 59.581936, 17.139281 | 10028500160001 | Ladda upp en bild av detta fornminne      |
| Vallby 17:1                        | Hällristning                     |              | Vallby, Uppland     |       | 59.585278, 17.139320 | 10028500170001 | Ladda upp en bild av detta fornminne      |
| Vallby 18:1                        | Hällristning                     |              | Vallby, Uppland     |       | 59.585833, 17.139970 | 10028500180001 | Ladda upp en bild av detta fornminne      |
| Vallby 19:1                        | Gravfält                         |              | Vallby, Uppland     |       | 59.587061, 17.136351 | 10028500190001 | Ladda upp en bild av detta fornminne      |
| Vallby 20:1                        | Stensättning                     |              | Vallby, Uppland     |       | 59.586394, 17.138012 | 10028500200001 | Ladda upp en bild av detta fornminne      |
| Vallby 21:1                        | Grav- och boplatsområde          |              | Vallby, Uppland     |       | 59.583141, 17.137862 | 10028500210001 | Ladda upp en bild av detta fornminne      |
| Vallby 22:1                        | Hällristning                     |              | Vallby, Uppland     |       | 59.586122, 17.148288 | 10028500220001 | Ladda upp en bild av detta fornminne      |
| Vallby 23:1                        | Gravfält                         |              | Vallby, Uppland     |       | 59.564402, 17.122738 | 10028500230001 | Ladda upp en bild av detta fornminne      |
| Vallby 24:1                        | Gravfält                         |              | Vallby, Uppland     |       | 59.562555, 17.119818 | 10028500240001 | Ladda upp en bild av detta fornminne      |
| Vallby 25:1                        | Gravfält                         |              | Vallby, Uppland     |       | 59.561495, 17.118729 | 10028500250001 | Ladda upp en bild av detta fornminne      |
| Vallby 26:1                        | Hällristning                     |              | Vallby, Uppland     |       | 59.563364, 17.117326 | 10028500260001 | Ladda upp en bild av detta fornminne      |
| Vallby 27:1                        | Stensättning                     |              | Vallby, Uppland     |       | 59.562915, 17.129756 | 10028500270001 | Ladda upp en bild av detta fornminne      |
| Vallby 28:1                        | Gravfält                         |              | Vallby, Uppland     |       | 59.564520, 17.136617 | 10028500280001 | Ladda upp en bild av detta fornminne      |
| Vallby 29:1                        | Hällristning                     |              | Vallby, Uppland     |       | 59.565411, 17.137936 | 10028500290001 | Ladda upp en bild av detta fornminne      |
| Vallby 30:1                        | Stensättning                     |              | Vallby, Uppland     |       | 59.562397, 17.135048 | 10028500300001 | Ladda upp en bild av detta fornminne      |
| Vallby 31:1                        | Stensättning                     |              | Vallby, Uppland     |       | 59.560479, 17.134220 | 10028500310001 | Ladda upp en bild av detta fornminne      |
| Vallby 31:2                        | Grav markerad av sten/block      |              | Vallby, Uppland     |       | 59.560381, 17.134279 | 10028500310002 | Ladda upp en bild av detta fornminne      |
| Vallby 32:1                        | Grav markerad av sten/block      |              | Vallby, Uppland     |       | 59.560730, 17.142652 | 10028500320001 | Ladda upp en bild av detta fornminne      |
| Vallby 32:2                        | Hög                              |              | Vallby, Uppland     |       | 59.560723, 17.143143 | 10028500320002 | Ladda upp en bild av detta fornminne      |
| Vallby 33:1                        | Stensättning                     |              | Vallby, Uppland     |       | 59.570364, 17.151139 | 10028500330001 | Ladda upp en bild av detta fornminne      |
| Vallby 33:2                        | Stensättning                     |              | Vallby, Uppland     |       | 59.570360, 17.150813 | 10028500330002 | Ladda upp en bild av detta fornminne      |
| Vallby 33:3                        | Röse                             |              | Vallby, Uppland     |       | 59.570222, 17.150789 | 10028500330003 | Ladda upp en bild av detta fornminne      |
| Vallby 34:1                        | Stensättning                     |              | Vallby, Uppland     |       | 59.570077, 17.153583 | 10028500340001 | Ladda upp en bild av detta fornminne      |
| Vallby 36:1                        | Gravfält                         |              | Vallby, Uppland     |       | 59.569494, 17.155633 | 10028500360001 | Ladda upp en bild av detta fornminne      |
| Vallby 37:1                        | Stensättning                     |              | Vallby, Uppland     |       | 59.557939, 17.134496 | 10028500370001 | Ladda upp en bild av detta fornminne      |
| Vallby 39:1                        | Stensättning                     |              | Vallby, Uppland     |       | 59.558310, 17.134210 | 10028500390001 | Ladda upp en bild av detta fornminne      |
| Vallby 40:1                        | Stensättning                     |              | Vallby, Uppland     |       | 59.559031, 17.133989 | 10028500400001 | Ladda upp en bild av detta fornminne      |
| Vallby 40:2                        | Stensättning                     |              | Vallby, Uppland     |       | 59.559210, 17.134408 | 10028500400002 | Ladda upp en bild av detta fornminne      |
| Vallby 41:1                        | Gravfält                         |              | Vallby, Uppland     |       | 59.564164, 17.134144 | 10028500410001 | Ladda upp en bild av detta fornminne      |
| Vallby 42:1                        | Gravfält                         |              | Vallby, Uppland     |       | 59.563434, 17.133792 | 10028500420001 | Ladda upp en bild av detta fornminne      |
| Vallby 45:1                        | Gravfält                         |              | Vallby, Uppland     |       | 59.568073, 17.158271 | 10028500450001 | Ladda upp en bild av detta fornminne      |
| Vallby 46:1                        | Gravfält                         |              | Vallby, Uppland     |       | 59.565884, 17.165348 | 10028500460001 | Ladda upp en bild av detta fornminne      |
| Vallby 47:1                        | Gravfält                         |              | Vallby, Uppland     |       | 59.565023, 17.161669 | 10028500470001 | Ladda upp en bild av detta fornminne      |
| Vallby 48:1                        | Stensättning                     |              | Vallby, Uppland     |       | 59.561631, 17.170703 | 10028500480001 | Ladda upp en bild av detta fornminne      |
| Vallby 48:2                        | Stensättning                     |              | Vallby, Uppland     |       | 59.561514, 17.170678 | 10028500480002 | Ladda upp en bild av detta fornminne      |
| Vallby 50:1                        | Gravfält                         |              | Vallby, Uppland     |       | 59.560416, 17.169805 | 10028500500001 | Ladda upp en bild av detta fornminne      |
| Vallby 52:1                        | Stensättning                     |              | Vallby, Uppland     |       | 59.563420, 17.167038 | 10028500520001 | Ladda upp en bild av detta fornminne      |
| Vallby 53:1                        | Stensättning                     |              | Vallby, Uppland     |       | 59.562915, 17.167730 | 10028500530001 | Ladda upp en bild av detta fornminne      |
| Vallby 53:2                        | Stensättning                     |              | Vallby, Uppland     |       | 59.563107, 17.168015 | 10028500530002 | Ladda upp en bild av detta fornminne      |
| Vallby 54:1                        | Gravfält                         |              | Vallby, Uppland     |       | 59.578467, 17.159372 | 10028500540001 | Ladda upp en bild av detta fornminne      |
| Vallby 55:1                        | Runristning                      |              | Vallby, Uppland     |       | 59.576655, 17.152076 | 10028500550001 | Ladda upp en bild av detta fornminne      |
| Vallby 55:2                        | Runristning                      |              | Vallby, Uppland     |       | 59.576722, 17.152040 | 10028500550002 | Ladda upp en bild av detta fornminne      |
| Vallby 56:1                        | Stensättning                     |              | Vallby, Uppland     |       | 59.571234, 17.169857 | 10028500560001 | Ladda upp en bild av detta fornminne      |
| Vallby 56:2                        | Stensättning                     |              | Vallby, Uppland     |       | 59.571041, 17.170110 | 10028500560002 | Ladda upp en bild av detta fornminne      |
| Vallby 57:1                        | Stensättning                     |              | Vallby, Uppland     |       | 59.573391, 17.167923 | 10028500570001 | Ladda upp en bild av detta fornminne      |
| Vallby 58:1                        | Gravfält                         |              | Vallby, Uppland     |       | 59.566444, 17.177365 | 10028500580001 | Ladda upp en bild av detta fornminne      |
| Vallby 59:1                        | Runristning                      |              | Vallby, Uppland     |       | 59.560560, 17.175378 | 10028500590001 | Ladda upp en till bild av detta fornminne |
| Vallby 60:1                        | Stensättning                     |              | Vallby, Uppland     |       | 59.559707, 17.179038 | 10028500600001 | Ladda upp en bild av detta fornminne      |
| Vallby 62:1                        | Stensättning                     |              | Vallby, Uppland     |       | 59.559409, 17.176603 | 10028500620001 | Ladda upp en bild av detta fornminne      |
| Vallby 63:1                        | Gravfält                         |              | Vallby, Uppland     |       | 59.559915, 17.166309 | 10028500630001 | Ladda upp en bild av detta fornminne      |
| Vallby 64:1                        | Gravfält                         |              | Vallby, Uppland     |       | 59.569135, 17.154843 | 10028500640001 | Ladda upp en bild av detta fornminne      |
| Vallby 65:1                        | Gravfält                         |              | Vallby, Uppland     |       | 59.557197, 17.150785 | 10028500650001 | Ladda upp en bild av detta fornminne      |
| Vallby 66:1                        | Stensättning                     |              | Vallby, Uppland     |       | 59.555278, 17.145321 | 10028500660001 | Ladda upp en bild av detta fornminne      |
| Vallby 67:1                        | Gravfält                         |              | Vallby, Uppland     |       | 59.555606, 17.153980 | 10028500670001 | Ladda upp en bild av detta fornminne      |
| Vallby 69:1                        | Röse                             |              | Vallby, Uppland     |       | 59.559248, 17.158705 | 10028500690001 | Ladda upp en bild av detta fornminne      |
| Vallby 70:1                        | Stensättning                     |              | Vallby, Uppland     |       | 59.561530, 17.163095 | 10028500700001 | Ladda upp en bild av detta fornminne      |
| Vallby 71:1                        | Gravfält                         |              | Vallby, Uppland     |       | 59.557379, 17.160484 | 10028500710001 | Ladda upp en bild av detta fornminne      |
| Vallby 72:1                        | Stensättning                     |              | Vallby, Uppland     |       | 59.558372, 17.160906 | 10028500720001 | Ladda upp en bild av detta fornminne      |
| Vallby 73:1                        | Röse                             |              | Vallby, Uppland     |       | 59.550053, 17.150769 | 10028500730001 | Ladda upp en bild av detta fornminne      |
| Vallby 73:2                        | Stensättning                     |              | Vallby, Uppland     |       | 59.549977, 17.150170 | 10028500730002 | Ladda upp en bild av detta fornminne      |
| Vallby 73:3                        | Röse                             |              | Vallby, Uppland     |       | 59.550440, 17.151024 | 10028500730003 | Ladda upp en bild av detta fornminne      |
| Vallby 74:1                        | Gravfält                         |              | Vallby, Uppland     |       | 59.550601, 17.155520 | 10028500740001 | Ladda upp en bild av detta fornminne      |
| Vallby 75:1                        | Gravfält                         |              | Vallby, Uppland     |       | 59.551939, 17.159287 | 10028500750001 | Ladda upp en bild av detta fornminne      |
| Vallby 76:1                        | Stensättning                     |              | Vallby, Uppland     |       | 59.556757, 17.166719 | 10028500760001 | Ladda upp en bild av detta fornminne      |
| Vallby 76:2                        | Stensättning                     |              | Vallby, Uppland     |       | 59.556666, 17.166883 | 10028500760002 | Ladda upp en bild av detta fornminne      |
| Vallby 76:3                        | Stensättning                     |              | Vallby, Uppland     |       | 59.556636, 17.166490 | 10028500760003 | Ladda upp en bild av detta fornminne      |
| Vallby 77:1                        | Gravfält                         |              | Vallby, Uppland     |       | 59.557576, 17.108776 | 10028500770001 | Ladda upp en bild av detta fornminne      |
| Vallby 78:1                        | Stensättning                     |              | Vallby, Uppland     |       | 59.554141, 17.102699 | 10028500780001 | Ladda upp en bild av detta fornminne      |
| Vallby 79:1                        | Röse                             |              | Vallby, Uppland     |       | 59.557556, 17.122791 | 10028500790001 | Ladda upp en bild av detta fornminne      |
| Gröneborg (Vallby 80:1)            | Borg                             |              | Vallby, Uppland     |       | 59.545364, 17.096188 | 10028500800001 | Ladda upp en bild av detta fornminne      |
| Ivar Blås vinkällare (Vallby 81:1) | Borg                             |              | Vallby, Uppland     |       | 59.541182, 17.134901 | 10028500810001 | Ladda upp en bild av detta fornminne      |
| Vallby 82:1                        | Stensättning                     |              | Vallby, Uppland     |       | 59.527738, 17.135702 | 10028500820001 | Ladda upp en bild av detta fornminne      |
| Vallby 82:2                        | Stensättning                     |              | Vallby, Uppland     |       | 59.527729, 17.136132 | 10028500820002 | Ladda upp en bild av detta fornminne      |
| Vallby 82:3                        | Stensättning                     |              | Vallby, Uppland     |       | 59.527697, 17.136997 | 10028500820003 | Ladda upp en bild av detta fornminne      |
| Vallby 83:1                        | Stensättning                     |              | Vallby, Uppland     |       | 59.580289, 17.142278 | 10028500830001 | Ladda upp en bild av detta fornminne      |
| Vallby 84:1                        | Stensättning                     |              | Vallby, Uppland     |       | 59.584475, 17.151351 | 10028500840001 | Ladda upp en bild av detta fornminne      |
| Borgaringen (Vallby 85:1)          | Fornborg                         |              | Vallby, Uppland     |       | 59.531459, 17.179062 | 10028500850001 | Ladda upp en bild av detta fornminne      |
| Vallby 86:1                        | Gravfält                         |              | Vallby, Uppland     |       | 59.584781, 17.149558 | 10028500860001 | Ladda upp en bild av detta fornminne      |
| Vallby 87:1                        | Stensättning                     |              | Vallby, Uppland     |       | 59.558502, 17.135059 | 10028500870001 | Ladda upp en bild av detta fornminne      |
| Vallby 87:2                        | Stensättning                     |              | Vallby, Uppland     |       | 59.558319, 17.135034 | 10028500870002 | Ladda upp en bild av detta fornminne      |
| Vallby 87:3                        | Grav markerad av sten/block      |              | Vallby, Uppland     |       | 59.558319, 17.135034 | 10028500870003 | Ladda upp en bild av detta fornminne      |
| Vallby 89:1                        | Hällristning                     |              | Vallby, Uppland     |       | 59.570677, 17.148656 | 10028500890001 | Ladda upp en bild av detta fornminne      |
| Vallby 89:2                        | Hällristning                     |              | Vallby, Uppland     |       | 59.570677, 17.148656 | 10028500890002 | Ladda upp en bild av detta fornminne      |
| Vallby 90:1                        | Hällristning                     |              | Vallby, Uppland     |       | 59.569592, 17.150509 | 10028500900001 | Ladda upp en bild av detta fornminne      |
| Vallby 91:1                        | Hällristning                     |              | Vallby, Uppland     |       | 59.585898, 17.149340 | 10028500910001 | Ladda upp en bild av detta fornminne      |
| Vallby 93:1                        | Hällristning                     |              | Vallby, Uppland     |       | 59.577893, 17.159731 | 10028500930001 | Ladda upp en bild av detta fornminne      |
| Vallby 93:2                        | Hällristning                     |              | Vallby, Uppland     |       | 59.577824, 17.159487 | 10028500930002 | Ladda upp en bild av detta fornminne      |
| Vallby 93:3                        | Hällristning                     |              | Vallby, Uppland     |       | 59.577830, 17.160036 | 10028500930003 | Ladda upp en bild av detta fornminne      |
| Vallby 94:1                        | Hällristning                     |              | Vallby, Uppland     |       | 59.576824, 17.164198 | 10028500940001 | Ladda upp en bild av detta fornminne      |
| Vallby 95:1                        | Hällristning                     |              | Vallby, Uppland     |       | 59.578094, 17.165682 | 10028500950001 | Ladda upp en bild av detta fornminne      |
| Vallby 96:1                        | Hällristning                     |              | Vallby, Uppland     |       | 59.569385, 17.126236 | 10028500960001 | Ladda upp en bild av detta fornminne      |
| Vallby 97:1                        | Hällristning                     |              | Vallby, Uppland     |       | 59.557664, 17.189605 | 10028500970001 | Ladda upp en bild av detta fornminne      |
| Vallby 98:1                        | Hällristning                     |              | Vallby, Uppland     |       | 59.580105, 17.161680 | 10028500980001 | Ladda upp en bild av detta fornminne      |
| Vallby 102:1                       | Gravfält                         |              | Vallby, Uppland     |       | 59.555887, 17.100721 | 10028501020001 | Ladda upp en bild av detta fornminne      |
| Vallby 103:1                       | Gravfält                         |              | Vallby, Uppland     |       | 59.574187, 17.122374 | 10028501030001 | Ladda upp en bild av detta fornminne      |
| Vallby 106:1                       | Hällristning                     |              | Vallby, Uppland     |       | 59.570020, 17.169019 | 10028501060001 | Ladda upp en bild av detta fornminne      |
| Vallby 107:1                       | Hällristning                     |              | Vallby, Uppland     |       | 59.568397, 17.167795 | 10028501070001 | Ladda upp en bild av detta fornminne      |
| Vallby 108:1                       | Stensättning                     |              | Vallby, Uppland     |       | 59.573422, 17.173065 | 10028501080001 | Ladda upp en bild av detta fornminne      |
| Vallby 110:1                       | Hällristning                     |              | Vallby, Uppland     |       | 59.561918, 17.163388 | 10028501100001 | Ladda upp en bild av detta fornminne      |
| Vallby 112:1                       | Gravfält                         |              | Vallby, Uppland     |       | 59.548574, 17.128540 | 10028501120001 | Ladda upp en bild av detta fornminne      |
| Vallby 113:1                       | Stensättning                     |              | Vallby, Uppland     |       | 59.548887, 17.129935 | 10028501130001 | Ladda upp en bild av detta fornminne      |
| Vallby 114:1                       | Gravfält                         |              | Vallby, Uppland     |       | 59.576247, 17.164439 | 10028501140001 | Ladda upp en bild av detta fornminne      |
| Vallby 115:1                       | Stensättning                     |              | Vallby, Uppland     |       | 59.560782, 17.128630 | 10028501150001 | Ladda upp en bild av detta fornminne      |
| Vallby 120:1                       | Stensättning                     |              | Vallby, Uppland     |       | 59.560514, 17.133634 | 10028501200001 | Ladda upp en bild av detta fornminne      |
| Vallby 126:1                       | Stensättning                     |              | Vallby, Uppland     |       | 59.561003, 17.133408 | 10028501260001 | Ladda upp en bild av detta fornminne      |
| Vallby 127:1                       | Hällristning                     |              | Vallby, Uppland     |       | 59.584055, 17.150121 | 10028501270001 | Ladda upp en bild av detta fornminne      |
| Vallby 129:1                       | Grav markerad av sten/block      |              | Vallby, Uppland     |       | 59.587636, 17.151442 | 10028501290001 | Ladda upp en bild av detta fornminne      |
| Vallby 129:2                       | Grav markerad av sten/block      |              | Vallby, Uppland     |       | 59.587636, 17.151442 | 10028501290002 | Ladda upp en bild av detta fornminne      |
| Vallby 129:3                       | Grav markerad av sten/block      |              | Vallby, Uppland     |       | 59.587621, 17.151622 | 10028501290003 | Ladda upp en bild av detta fornminne      |
| Vallby 130:1                       | Hällristning                     |              | Vallby, Uppland     |       | 59.581557, 17.156355 | 10028501300001 | Ladda upp en bild av detta fornminne      |
| Vallby 130:2                       | Hällristning                     |              | Vallby, Uppland     |       | 59.581570, 17.156593 | 10028501300002 | Ladda upp en bild av detta fornminne      |
| Vallby 136:1                       | Hällristning                     |              | Vallby, Uppland     |       | 59.567550, 17.164440 | 10028501360001 | Ladda upp en bild av detta fornminne      |
| Vallby 137:1                       | Hällristning                     |              | Vallby, Uppland     |       | 59.568008, 17.163278 | 10028501370001 | Ladda upp en bild av detta fornminne      |
| Vallby 139:1                       | Stensättning                     |              | Vallby, Uppland     |       | 59.559764, 17.168826 | 10028501390001 | Ladda upp en bild av detta fornminne      |
| Vallby 139:2                       | Stensättning                     |              | Vallby, Uppland     |       | 59.559866, 17.169439 | 10028501390002 | Ladda upp en bild av detta fornminne      |
| Vallby 139:3                       | Stensättning                     |              | Vallby, Uppland     |       | 59.559973, 17.169377 | 10028501390003 | Ladda upp en bild av detta fornminne      |
| Vallby 140:1                       | Hällristning                     |              | Vallby, Uppland     |       | 59.566383, 17.159328 | 10028501400001 | Ladda upp en bild av detta fornminne      |
| Vallby 143:1                       | Grav markerad av sten/block      |              | Vallby, Uppland     |       | 59.577198, 17.151782 | 10028501430001 | Ladda upp en bild av detta fornminne      |
| Vallby 144:1                       | Hällristning                     |              | Vallby, Uppland     |       | 59.577314, 17.153675 | 10028501440001 | Ladda upp en bild av detta fornminne      |
| Vallby 145:1                       | Gravfält                         |              | Vallby, Uppland     |       | 59.557954, 17.150055 | 10028501450001 | Ladda upp en bild av detta fornminne      |
| Vallby 154:1                       | Stensättning                     |              | Vallby, Uppland     |       | 59.527451, 17.133912 | 10028501540001 | Ladda upp en bild av detta fornminne      |
| Vallby 154:2                       | Stensättning                     |              | Vallby, Uppland     |       | 59.527240, 17.134080 | 10028501540002 | Ladda upp en bild av detta fornminne      |
| Vallby 154:3                       | Stensättning                     |              | Vallby, Uppland     |       | 59.527122, 17.134346 | 10028501540003 | Ladda upp en bild av detta fornminne      |
| Vallby 155:1                       | Ristning, medeltid/historisk tid |              | Vallby, Uppland     |       | 59.531722, 17.132349 | 10028501550001 | Ladda upp en bild av detta fornminne      |
| Vallby 157:1                       | Hällristning                     |              | Vallby, Uppland     |       | 59.569748, 17.150357 | 10028501570001 | Ladda upp en bild av detta fornminne      |